# Bruchophagus houardi
Bruchophagus houardi is een vliesvleugelig insect uit de familie Eurytomidae. De wetenschappelijke naam is voor het eerst geldig gepubliceerd in 1957 door Risbec.